# Рилов Яків Миколайович
Яків Миколайович Рилов (рос. Яков Николаевич Рылов; 15 січня 1985, місто Кірово-Чепецьк, СРСР) — російський хокеїст, захисник. Виступає за клуб «Металург» (Магнітогорськ) у Континентальній хокейній лізі.

## Кар'єра
Яків почав свою професійну кар'єру у 2002 році у складі рідного клубу Вищої ліги «Олімпії» (Кірово-Чепецьк). У 2004 році Яків перейшов у московське «Динамо» в складі якого виграв золото російської першості в рік свого дебюту. 5 червня 2009 в результаті обміну на Олега Саприкіна Рилов опинився в ЦСКА. 29 січня 2011 Якова обміняли до нижньокамського «Нафтохіміка», у складі якого провів 11 матчів, набравши 4 очки (0+4). 
5 травня Рилов повернувся до ЦСКА на умовах договору обміну. 27 жовтня у матчі проти московського «Динамо» Яків, будучи найкращим бомбардиром клубу серед захисників, отримав вивих плеча і вибув з ладу на два місяці.
У складі ЦСКА виступав на Кубку Шпенглера 2013 року.

## Кар'єра (збірна)
У складі молодіжної збірної Росії Рилов брав участь у молодіжному чемпіонаті світу 2005 року, на якому разом з командою став срібним призером, набравши 2 очки (1+1) у 6 проведених матчах. Також виступав у складі національної збірної Росії на одному з етапів Єврохокейтуру у сезоні 2010/11. 

## Досягнення
- 2005 Срібний призер молодіжного чемпіонату світу.
- 2005 Чемпіон Росії.
- 2005 Найкращий новачок сезону.
- 2006 Володар Кубка європейських чемпіонів.
- 2008 Володар Кубка Шпенглера.